# The Sin and Doom, Vol. II
The Sin and Doom, Vol. II – szósty album amerykańskiego zespołu deathcore’owego Impending Doom, wydany 22 czerwca 2018 roku za pośrednictwem wytwórni Entertainment One Music. Za produkcję był odpowiedzialny Christopher Eck, który sprawował również piecze nad debiutanckim albumem grupy zwanym "Nailed. Dead. Risen.". Nakręcono teledyski do piosenek „Everything’s Fake” oraz „Paved with Bones”, które zostały wydane kolejno 14 maja i 28 czerwca 2018 roku.
Tytuł albumu nawiązuje do pierwszego dema wydanego przez Impending Doom – The Sin and Doom of Godless Men, stąd też dopisek "Vol. II", co może sugerować jego kontynuację, jednakże beż członu "of Godless Men".

## Lista utworów
1. "The Wretched and Godless" – 03:06
2. "Burn" – 02:38
3. "War Music" – 05:19
4. "Evil" – 02:22
5. "Paved with Bones" – 03:22
6. "The Serpents Tongue" – 02:57
7. "Unbroken" – 04:05
8. "Devils Den" – 04:02
9. "Everything’s Fake" – 03:45
10. "Run for Your Life (She Calls)" – 04:11

## Twórcy
Wykonawcy
- Brook Reeves – wokal
- Manny Contreras – gitara
- Eric Correa – gitara
- David Sittig – gitara basowa
- Brandon "B-Town" Trahan – perkusja

Produkcja
- Christopher Eck – produkcja
- Colin Marks – okładka[5]